# Корветы типа «Гётеборг»
Тип «Гётеборг» (швед. Göteborgsklass) — серия шведских малых корветов. Были созданы как дальнейшее развитие корветов типа «Стокгольм» и предназначались для замены последних остававшихся в строю торпедных катеров «Спика». Как и их предшественники, корветы типа «Гётеборг» являются развитием линии шведских ракетных катеров и предназначаются прежде всего для борьбы с надводными кораблями, будучи способны также выполнять задачи ПЛО. Всего в 1987—1993 годах на верфях фирмы Karlskronavarvet были построены четыре корабля этого типа; предлагалось строительство ещё двух, но заказа на них не последовало. За время службы корабли этого типа подвергались модернизации, заключавшейся в уменьшении их эффективной площади рассеяния. С началом вступления в строй более современных корветов типа «Висбю», по состоянию на 2009 год, два из корветов типа «Гётеборг» были выведены в резерв, в то время как остальные два остаются на вооружении.

## Представители
| Название             | Номер | Закладка        | Спуск на воду  | Вступление в строй | Судьба                    |
| -------------------- | ----- | --------------- | -------------- | ------------------ | ------------------------- |
| Гётеборг Göteborg    | K 21  | 10 февраля 1987 | 14 апреля 1989 | 15 февраля 1990    | выведен в резерв, на 2009 |
| Евле Gävle           | K 22  | 21 марта 1988   | 23 марта 1990  | 1 февраля 1991     | в строю, на 2009          |
| Кальмар Kalmar       | K 23  | 21 ноября 1988  | 1 ноября 1990  | 1 сентября 1991    | выведен в резерв, на 2009 |
| Сундсвалль Sundsvall | K 24  | 20 ноября 1989  | 29 ноября 1991 | 7 июля 1993        | в строю, на 2009          |